# Pahiño
Manuel Fernández Fernández (Vigo, Pontevedra, 21 de enero de 1923-Madrid, 12 de junio de 2012), comúnmente conocido como Pahiño, fue un futbolista español y jugador histórico del Real Club Celta de Vigo y del Real Madrid Club de Fútbol, del que llegó a ser su máximo goleador histórico. Tras su esplendor finalizó su carrera en el Real Club Deportivo de La Coruña y el Granada Club de Fútbol.
Fue internacional absoluto con la selección española durante los años 1940 y 50, en los que únicamente disputó tres partidos, según se dice por sus interés en lecturas de Fiódor Dostoyevski y la política comunista, contrarias al régimen del país durante esa época. El vigués, instruido desde su infancia, era un gran aficionado a la lectura y en especial a la lieratura rusa, siendo León Tolstói otro de sus autores favoritos, afición por la que fue criticado en el ámbito futbolístico y por la que fue etiquetado como el «futbolista rojo». Ese fue el motivo por el que no disputó la Copa Mundial de Brasil 1950, en pleno auge de su carrera deportiva.
Fue un prolífico goleador, consiguiendo el trofeo Pichichi en dos ocasiones: en la temporada 1947-48, jugando en el club vigués, y en 1951-52 durante su etapa en Madrid. Falleció el 12 de junio de 2012 a los 89 años de edad.
Era padre de los artistas Nacho y Patricia Fernández Goberna, el primero cantante y compositor de La dama se esconde, y la segunda cantante de Trigo Limpio y representante de España en Eurovisión 1980.

## Trayectoria
Comenzó como juvenil en el Navia Club de Fútbol de Vigo antes de recalar en el Arenas de Alcabre, hasta que en 1943 se unió al Real Club Celta de Vigo, y con el cual debutó el 26 de septiembre. Pese a la contundente derrota frente al Club Atlético-Aviación por 7-0, fue «indultado» por el cronista del encuentro: «El novel “Paíño” actuó con tesón y mereció mejor suerte en el remate». Fue Hándicap, redactor del Faro de Vigo y fundador del club vigués, quien le intercalaría la hache en su sobrenombre.
Su primer gol oficial como profesional lo anotó el 30 de enero en el empate 1-1 ante la Real Sociedad de Fútbol, mientras que su primer doblete lo logró el 9 de abril, en la derrota por 5-2 ante el Granada Club de Fútbol. Fueron tres de los ocho goles que logró en su primera temporada, registro que aumentó considerablemente en los años sucesivos. En ellos logró su primer hat-trick el 21 de octubre de 1945, en la victoria por 6-1 ante el Club Deportivo Alcoyano.
En la temporada 1947-48 los goles de Pahiño ayudaron al Celta de Vigo a finalizar cuarto en el Campeonato de Liga y alcanzar la final de la Copa de España, la cual perdieron por 4-1 ante el Sevilla Club de Fútbol. En la misma temporada ganó el trofeo Pichichi por primera vez. Entre sus compañeros de equipo estaba Miguel Muñoz, con el que marchó al mismo tiempo a jugar en el Real Madrid Club de Fútbol al no recibir un aumento en su salario que Pahiño consideraba justo y por el que fue tildado de «conflictivo» y «antigallego».
Debutando con gol en el Real Madrid el 12 de septiembre de 1948 frente al Centro de Deportes Sabadell Club de Fútbol, Pahiño continuó marcando goles regularmente y en la temporada 1951-52 consiguió su segundo trofeo Pichichi. Fue su temporada más prolífica con un total de 35 goles en todas las competiciones. Situado como máximo goleador histórico del club capitalino con 125 goles, no llegó a un acuerdo para su renovación: El Real Madrid nunca renovaba por más de un año a los mayores de treinta, y Pahiño consideraba que tenía mucho más fútbol. Sin embargo, su puesto fue ocupado por Alfredo Di Stéfano —leyenda del club que terminó por establecer un nuevo registro de 308 goles—, y Pahiño recaló en el máximo rival «celeste», el Real Club Deportivo de La Coruña, junto a Arsenio Iglesias y un jovencísimo Luis Suárez. Fueron los primeros años de esplendor del club coruñés, que vivió su entonces etapa más larga en la máxima categoría y logró ganar por vez primera en el «Nuevo Chamartín» —feudo madridista rebautizado después como estadio Santiago Bernabéu—, gracias a dos goles de Pahiño. Su debut como deportivista fue el 13 de septiembre de 1953 y su primer gol fue dos semanas después, curiosamente, frente al Celta de Vigo.
A pesar de sus fenomenales números como goleador, Pahiño sólo participó en tres ocasiones con la selección nacional, debido según cuentan las crónicas de la época a un incidente en su primer partido con uno de los directivos federativos, el general Mariano Gómez-Zamalloa, tras el que fue señalado como el futbolista «rojo» (debido a su gusto por las novelas de Tolstói y Dostoyevski). Dicho debut tuvo lugar el 20 de junio de 1948, ante Suiza, y Pahiño fue el autor de uno de los tantos del 3-3 final. El siguiente partido del combinado, ante Bélgica, ya únicamente disputó 20 minutos de partido, y no regresó hasta 1955. No fue convocado para acudir al Mundial de 1950 pese a ser el más prolífico delantero del país junto a Telmo Zarra. Su última aparición fue en el empate 2-2 contra Irlanda el 27 de noviembre de 1955, partido en el que marcó los dos goles españoles. Su bagaje con España, tres partidos y tres goles; «gocé del peor de los amores, el amor propio», llegó a declarar.
Después de tres años en el Deportivo, en los que también realizó funciones de jugador-entrenador, terminó su carrera deportiva en Segunda División con el Granada Club de Fútbol como campeones. Con treinta y tres años y después de catorce temporadas a nivel profesional sumó 273 goles en 367 partidos disputados. Es además, uno de los únicos diez futbolistas en haber anotado 200 goles en la historia del Campeonato de Liga de España.
Tras su retirada se convirtió en armador de barcos pesqueros y residió durante un tiempo en Pasajes. Afincado nuevamente en Madrid, en junio de 2010 veteranos del Real Club Celta de Vigo y del Real Club Deportivo de La Coruña —sus dos clubes gallegos— inauguraron un campo de fútbol con su nombre, en su parroquia natal de Navia (Vigo). Falleció en 2012, meses antes de cumplir 90 años.

## Estadísticas

### Clubes
Datos actualizados a fin de carrera deportiva.
A finales de la temporada 1949-50 el jugador disputó un encuentro de la Copa Latina 1950 con el Atlético de Madrid debido a las dificultades de los equipos para conformar sus equipos por la cercanía de la Copa Mundial de Brasil, que las selecciones participantes ya estaban preparando. Entre la plantilla rojiblanca, al igual que en el resto de los campeones europeos a contender en la Copa Latina, eran numerosas las bajas al estar convocados con sus selecciones. Por ello se permitió que de manera excepcional pudieran contar con jugadores de otros equipos y entre ellos acudió Pahíño por parte del Real Madrid Club de Fútbol, club que también permitió acudir a Pablo Olmedo, mientras que del Real Valladolid Club de Fútbol acudieron Juan Babot y Rafael Lesmes. Así pues suma una aparición más en las estadísticas para un total de 367 partidos y 273 goles.
| Club | Temporada     | Liga          | Liga  | Liga  | Copas (1) | Copas (1) | Internacional (2) | Internacional (2) | Total (3) | Total (3) | Media goleadora |
| Club | Temporada     | Div.          | Part. | Goles | Part.     | Goles     | Part.             | Goles             | Part.     | Goles     | Media goleadora |
| --- | ------------- | ------------- | ----- | ----- | --------- | --------- | ----------------- | ----------------- | --------- | --------- | --------------- |
| R. C. Celta de Vigo · España | 1943-44       | 1.ª           | 15    | 4     | 4         | 4         | Inexistentes      | Inexistentes      | 19        | 8         | 0.42            |
| R. C. Celta de Vigo · España | 1944-45       | 2.ª           | 21    | 13    | 3         | 4         | Inexistentes      | Inexistentes      | 24        | 17        | 0.71            |
| R. C. Celta de Vigo · España | 1945-46       | 1.ª           | 22    | 15    | 4         | 1         | Inexistentes      | Inexistentes      | 26        | 16        | 0.62            |
| R. C. Celta de Vigo · España | 1946-47       | 1.ª           | 23    | 17    | 7         | 3         | Inexistentes      | Inexistentes      | 30        | 20        | 0.67            |
| R. C. Celta de Vigo · España | 1947-48       | 1.ª           | 22    | 21    | 9         | 9         | Inexistentes      | Inexistentes      | 31        | 30        | 0.97            |
| R. C. Celta de Vigo · España | Total club    | Total club    | 103   | 70    | 27        | 21        | 0                 | 0                 | 130       | 91        | 0.78            |
| Real Madrid C. F. · España | 1948-49       | 1.ª           | 26    | 21    | 3         | —         | —                 | —                 | 29        | 21        | 0.72            |
| Real Madrid C. F. · España | 1949-50       | 1.ª           | 22    | 20    | 2         | —         | —                 | —                 | 24        | 20        | 0.83            |
| Real Madrid C. F. · España | 1950-51       | 1.ª           | 24    | 21    | 2         | 1         | —                 | —                 | 26        | 22        | 0.85            |
| Real Madrid C. F. · España | 1951-52       | 1.ª           | 27    | 28    | 6         | 7         | —                 | —                 | 33        | 35        | 1.06            |
| Real Madrid C. F. · España | 1952-53       | 1.ª           | 25    | 19    | 6         | 8         | —                 | —                 | 31        | 27        | 0.87            |
| Real Madrid C. F. · España | Total club    | Total club    | 124   | 109   | 19        | 16        | 0                 | 0                 | 143       | 125       | 0.87            |
| R. C. D. La Coruña · España | 1953-54       | 1.ª           | 28    | 14    | 2         | —         | —                 | —                 | 30        | 14        | 0.37            |
| R. C. D. La Coruña · España | 1954-55       | 1.ª           | 22    | 18    | 4         | 3         | —                 | —                 | 26        | 21        | 0.81            |
| R. C. D. La Coruña · España | 1955-56       | 1.ª           | 22    | 14    | —         | —         | —                 | —                 | 22        | 14        | 0.64            |
| R. C. D. La Coruña · España | Total club    | Total club    | 72    | 46    | 6         | 3         | 0                 | 0                 | 78        | 49        | 0.63            |
| Granada C. F. · España | 1956-57       | 2.ª           | 15    | 8     | —         | —         | —                 | —                 | 15        | 8         | 0.53            |
| Granada C. F. · España | Total club    | Total club    | 15    | 8     | 0         | 0         | 0                 | 0                 | 15        | 8         | 0.53            |
| Total carrera | Total carrera | Total carrera | 314   | 233   | 52        | 40        | 0                 | 0                 | 366       | 273       | 0.77            |
| (1) Incluye datos de la Copa del Generalísimo (1943-57); partidos de play-off de ascenso (1944-45) (2) Sin participaciones. (3) No incluye goles en partidos amistosos. |               |               |       |       |           |           |                   |                   |           |           |                 |

### Selecciones
| Selección      | Año            | Amistosos | Amistosos | Mundial     | Mundial     | Total | Total | Media goleadora |
| Selección      | Año            | Part.     | Goles     | Part.       | Goles       | Part. | Goles | Media goleadora |
| -------------- | -------------- | --------- | --------- | ----------- | ----------- | ----- | ----- | --------------- |
| España "B"     | 1949           | 1         | —         | Inexistente | Inexistente | 1     | 0     | 0               |
| España         | 1948           | 1         | 1         | Inexistente | Inexistente | 1     | 1     | 1               |
| España         | 1949           | 1         | —         | Inexistente | Inexistente | 1     | 0     | 0               |
| España         | 1950           | —         | —         | —           | —           | 0     | 0     | 0               |
| España         | 1951           | —         | —         | Inexistente | Inexistente | 0     | 0     | 0               |
| España         | 1952           | —         | —         | Inexistente | Inexistente | 0     | 0     | 0               |
| España         | 1953           | 1         | 2         | Inexistente | Inexistente | 1     | 2     | 2               |
| Total Absoluta | Total Absoluta | 3         | 3         | 0           | 0           | 3     | 3     | 1               |
| Total          | Total          | 4         | 3         | 0           | 0           | 4     | 3     | 0.75            |

## Palmarés y distinciones
- Máximo goleador de la Liga española (Trofeo Pichichi) en dos ocasiones: 1948 y 1952.

### Títulos nacionales
| Título                   | Club          | Año  |
| ------------------------ | ------------- | ---- |
| Campeonato de Liga (2.ª) | Granada C. F. | 1957 |